# John L. Mitchell
John L. Mitchell (Milwaukee, 1842. október 19. – Milwaukee, 1904. június 29.) az Amerikai Egyesült Államok szenátora (Wisconsin, 1893–1899).